# Ness Edwards
Ness Edwards (5 avril 1897 - 3 mai 1968) est un syndicaliste et homme politique du Parti travailliste gallois. Il est député de Caerphilly de juillet 1939 jusqu'à sa mort.

## Biographie
Il est né à Abertillery, Monmouthshire, Pays de Galles, le deuxième des six enfants d'Onesimus Edwards Snr et de sa femme Ellen.
Mineur de charbon et syndicaliste, il entre à la houillère de Penybont le 5 avril 1910, jour de son 13e anniversaire. À l'âge de 17 ans, il est élu président de la loge des mineurs de la mine Arriel Griffin.
En 1917, à l'âge de 20 ans, il est emprisonné comme objecteur de conscience au service militaire pendant la Première Guerre mondiale. Il rejoint le Parti travailliste indépendant en 1915 et, par l'intermédiaire de l'ILP, il entre en contact avec la No Conscription Fellowship. Lorsque la conscription est introduite en 1916, les objections de conscience de Ness Edwards au service obligatoire sont « absolutistes » et fondées sur ses principes syndicaux et socialistes. Il est traité durement - emprisonné avec des travaux forcés à Dartmoor et plus tard à Wormwood Scrubs, battu dans la caserne de Brecon et chassé nu par des soldats avec des baïonnettes fixes, forcé de travailler dans des carrières de pierre par temps glacial.
Il est élu au Parlement lors de l'élection partielle de Caerphilly en 1939, à la suite du décès du député travailliste et objecteur de conscience Morgan Jones. Edwards reste député de Caerphilly jusqu'à sa mort en 1968.
Au début de la Seconde Guerre mondiale, Edwards contribue à aider les mineurs tchèques à s'échapper des Sudètes.
Proche d'Aneurin Bevan et de Jim Griffiths, Edwards est secrétaire parlementaire du ministère du Travail et du Service national de 1945 à 1950 et ministre des Postes de 1950 à 1951. En 1948, il devient membre du Conseil privé.
En 1925, Ness Edwards épouse Elina Victoria Williams, l'un des six enfants de Richard Williams, un huissier de justice de comté, et de sa femme Anne Davies, de Bridgend. Sa fille Llin Golding, née "Llinos", est députée travailliste de Newcastle-under-Lyme de 1986 à 2001 : elle est nommée à la Chambre des Lords en 2001 en tant que baronne Golding.
Ness Edwards est décédée au Caerphilly Miners' Hospital le 3 mai 1968, à l'âge de 71 ans.